# یاتسکووو گورنه
یاتسکووو گورنه (به لاتین: Jackowo Górne) یک روستا در لهستان است که در گمینا سومیانکا واقع شده‌است.